# Arcadio
Flavio Arcadio (in latino Flavius Arcadius; in greco antico: Αρκάδιος?, Arkádios; Hispania, 377 circa – Costantinopoli, 1º maggio 408) è stato un imperatore romano.

## Biografia

### Giovinezza

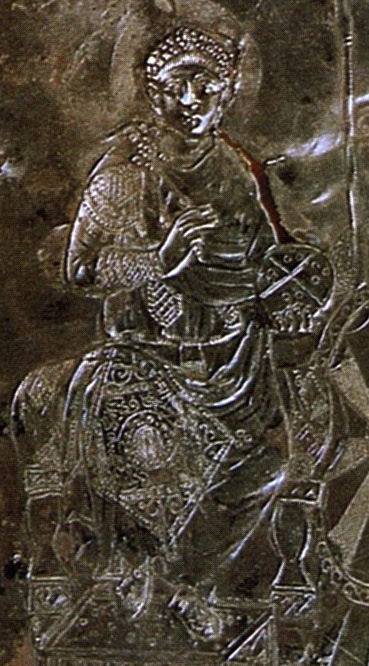
Arcadio raffigurato sul Missorio di Teodosio.

Arcadio era il figlio maggiore di Teodosio I ed Elia Flaccilla e fratello di Onorio. Teodosio cominciò ad educare il figlio all'arte del governo sin dalla minore età; suo precettore fu Sant'Arsenio il Grande, che fu mandato a Costantinopoli nel 394 dall'imperatore di Roma su richiesta di Teodosio, che voleva che i figli fossero educati da uno degli uomini più colti dell'Impero; Arcadio ordì una congiura contro Sant'Arsenio, che fu però sventata.
Nel 383, all'età di soli sei anni, Arcadio fu proclamato Augusto dal padre e fu associato al governo. Il suo rapido cursus honorum vede poi la nomina a console a soli 8 anni, carica che gli sarà conferita altre due volte nel 392 e nel 394. Nel 386 Teodosio I decise che il figlio di nove anni fosse sufficientemente maturo per apprendere l'arte militare; lo portò quindi con sé nella campagna contro i Grutungi, associandoselo poi nel trionfo celebrato a Costantinopoli. A 17 anni Arcadio si trovò a reggere il governo dell'Oriente sotto la guida del prefetto Flavio Rufino mentre il padre muoveva con l'esercito contro l'usurpatore Flavio Eugenio.

### Regno

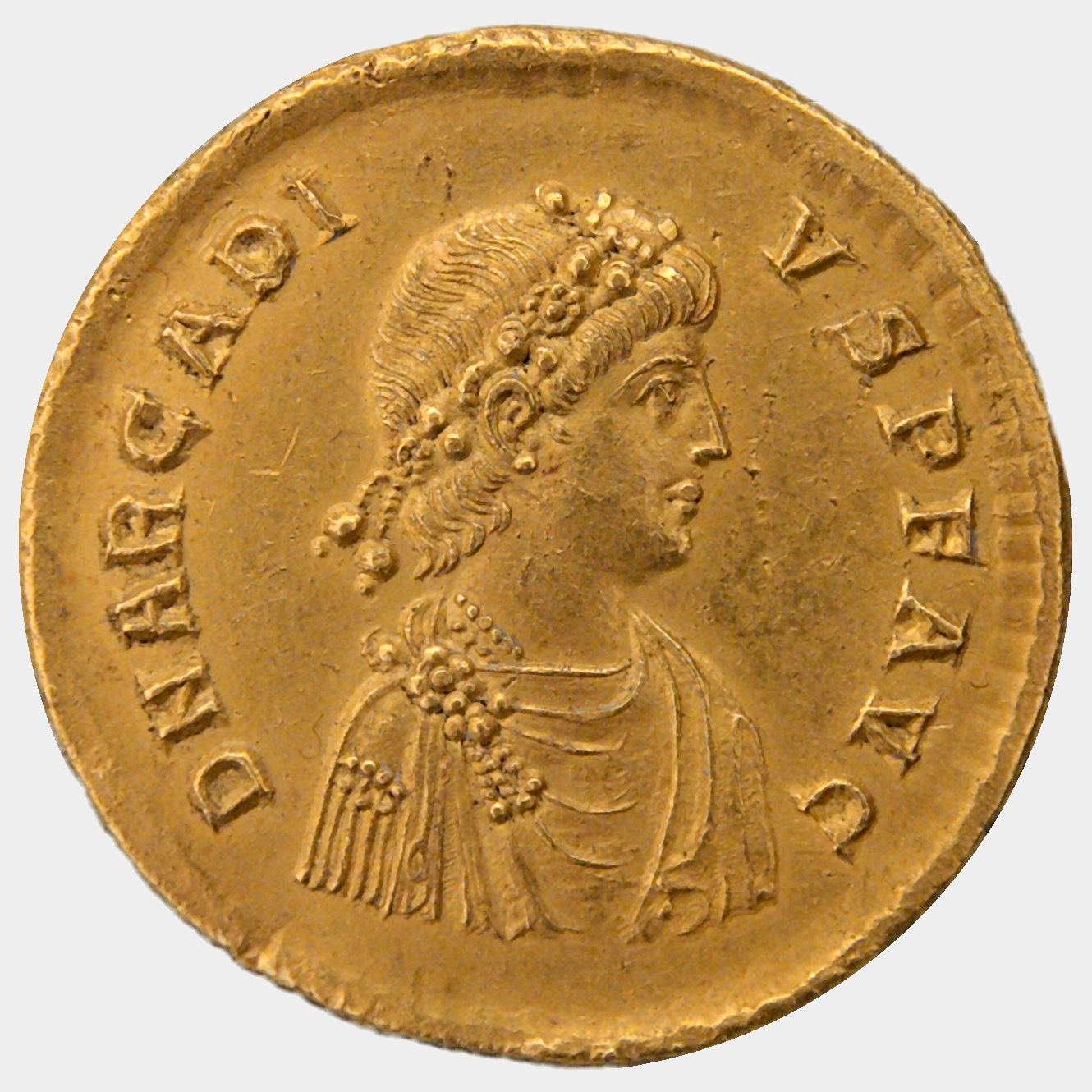
Multiplo in oro di Arcadio.

Alla morte di Teodosio I, il 17 gennaio 395, l'Impero romano venne diviso in Impero Romano d'Oriente e Impero Romano d'Occidente. Arcadio ottenne il controllo dell'Impero d'Oriente (in quanto la parte più ricca delle due), ovvero parte della prefettura dell'Illirico (Dacia e Macedonia) e quella d'Oriente (Tracia, Asia minore, Ponto, Oriente, Egitto), mentre il secondogenito di Teodosio, Onorio, divenne imperatore d'Occidente con le sue prefetture d'Italia (Italia, Africa), di Gallia (Gallia, Britannia, Hispania) e la parte restante della Prefettura dell'Illirico. Questa ripartizione dell'eredità di Teodosio non intendeva condurre a una divisione dell'Impero romano, ma i contrasti insorti tra le due parti per questioni territoriali, la crescente diversità degli spiriti e di tendenze tra Oriente e Occidente posero fine, secondo una parte della storiografia, a ogni effettiva unità.
Onorio era sotto il controllo del magister militum Stilicone, mentre Arcadio era dominato dal suo consigliere Rufino. Secondo alcuni, Stilicone - che voleva controllare entrambi gli imperatori - nel 395 fece assassinare Rufino; cui però, nel ruolo di consigliere di Arcadio, subentrò Eutropio. Arcadio fu influenzato anche dalla moglie Elia Eudossia, che nel 399 lo convinse a disfarsi di Eutropio. Ad Eudossia si oppose duramente Giovanni Crisostomo, il patriarca di Costantinopoli, che credeva che l'imperatrice avesse usato i beni della sua famiglia per prendere il controllo dell'imperatore. Eudossia, usando la sua influenza, fece deporre Crisostomo nel 404. Ella morì l'anno seguente.
Arcadio fu dominato per il resto della sua vita da Antemio, suo prefetto del pretorio, che fece pace con Stilicone ad Occidente. L'imperatore era più preoccupato di apparire come un pio cristiano che delle questioni politiche o militari, detenendo nominalmente il controllo dell'impero fino alla sua morte, avvenuta per malattia il 1º maggio 408.

### Politica religiosa
Arcadio eliminò gli ultimi introiti dei sacerdoti dei culti pagani e fece distruggere i templi pagani nelle campagne dell'Impero Romano.

## Galleria d'immagini

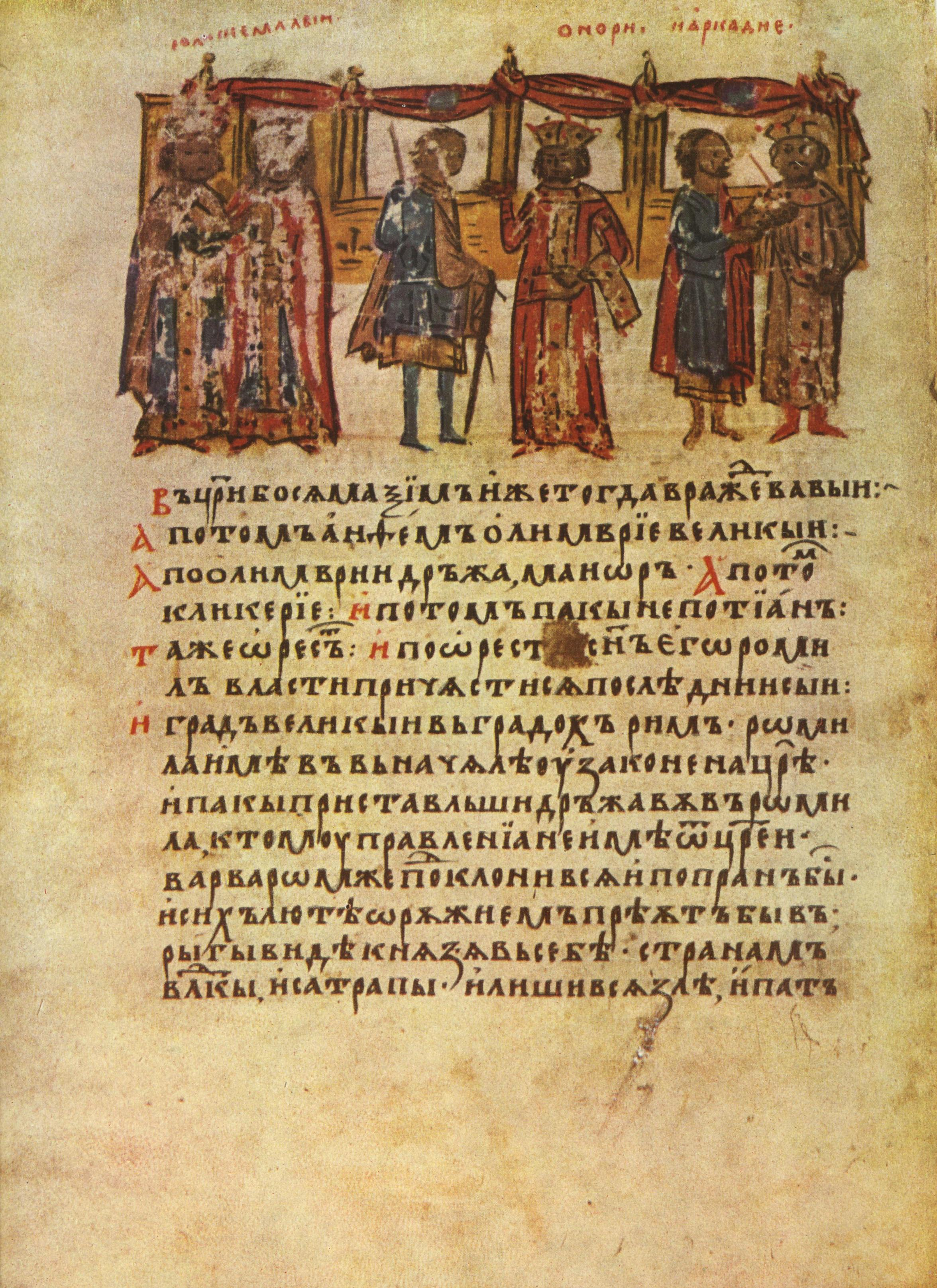
Miniatura nº 32 dalle cronache di Costantino Manasse con gli imperatori Arcadio, Onorio e Teodosio I.
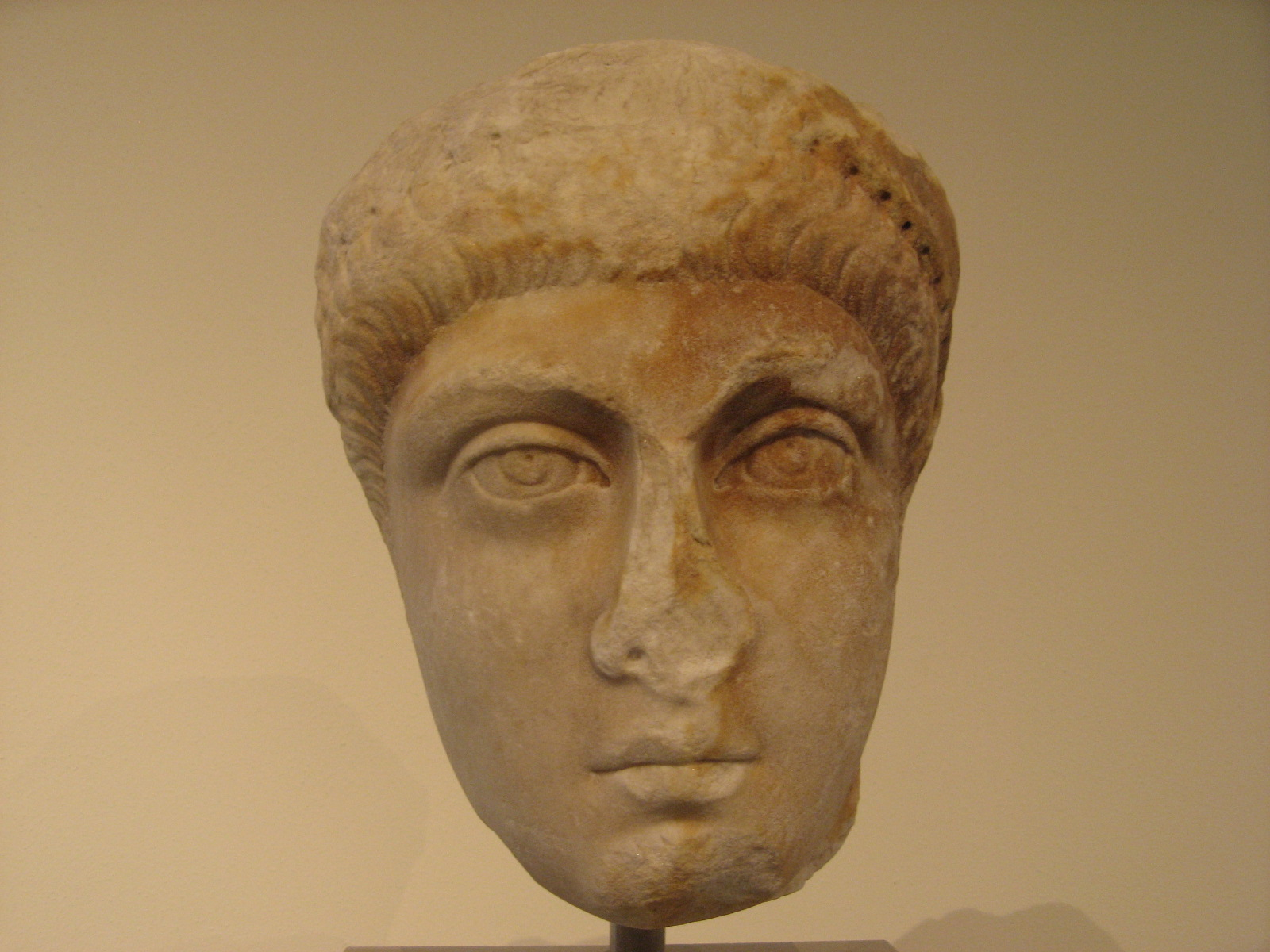
Busto in marmo presso l'Altes Museum di Berlino.

## Antenati
|                               |         |           | Genitori |  |  | Nonni                 |  |  | Bisnonni |  |
|                               |         |           |          |  |  | Conte Flavio Teodosio |  |  | Onorio   |  |
|                               |         |           |          |  |  | Conte Flavio Teodosio |  |  | Onorio   |  |
|                               |         | …         |          |  |  | Conte Flavio Teodosio |  |  |          |  |
| Teodosio I, imperatore romano |         |           |          |  |  | Conte Flavio Teodosio |  |  |          |  |
|                               |         | Termanzia | …        |  |  |                       |  |  |          |  |
|                               |         | Termanzia | …        |  |  |                       |  |  |          |  |
|                               |         | Termanzia | …        |  |  |                       |  |  |          |  |
| Arcadio, imperatore d'Oriente |         | Termanzia |          |  |  |                       |  |  |          |  |
|                               | Bautone | …         |          |  |  |                       |  |  |          |  |
|                               | Bautone | …         |          |  |  |                       |  |  |          |  |
|                               | Bautone | …         |          |  |  |                       |  |  |          |  |
| Elia Flaccilla                | Bautone |           |          |  |  |                       |  |  |          |  |
|                               |         | …         | …        |  |  |                       |  |  |          |  |
|                               |         | …         | …        |  |  |                       |  |  |          |  |
|                               |         | …         | …        |  |  |                       |  |  |          |  |
|                               |         | …         |          |  |  |                       |  |  |          |  |